# Ева Лунд
Ева Лунд (швед. Eva Lund, народжена Ерікссон (швед. Eriksson); 1 травня 1971) — шведська керлінгістка, дворазова олімпійська чемпіонка.

## Кар'єра
Ева Лунд грає третьою в команді Анетте Норберг. Разом із подругами вона двічі вигравала олімпійські ігри — в Турині та у Ванкувері. Вона також дворазова чемпіонка світу.
Чоловік Еви, Стефан Лунд — тренер збірної Швеції з керлінгу.
| Kmjhksyscn | Це незавершена стаття про кьорлінґіста чи кьорлінґістку. Ви можете допомогти проєкту, виправивши або дописавши її. |